# Стариченки
Старичёнки — опустевшая деревня в Юрьянском районе Кировской области в составе Великорецкого сельского поселения.

## География
Находится на расстоянии примерно 14 километров на юго-запад от районного центра поселка Юрья.

## История
Известна была с 1719 года, когда здесь (тогда деревня Денгинская) было учтено 18 душ мужского пола, в 1764 123 жителя. В 1873 году учтено дворов 6 и жителей 46, в 1905 11 и 98, в 1926 13 и 68, в 1950 13 и 36 соответственно, в 1989 году 7 жителей.

## Население
| 2010 |
| ---- |
| 0    |

Постоянное население  составляло не было учтено как в 2002 году, так и в 2010.